# Aigaliers
Aigaliers är en kommun i departementet Gard i regionen Occitanien i södra Frankrike. Kommunen ligger i kantonen Uzès som tillhör arrondissementet Nîmes. År 2022 hade Aigaliers 534 invånare.

## Befolkningsutveckling
Antalet invånare i kommunen Aigaliers
Referens:INSEE